# Edifici al carrer Sant Antoni, 78 (Valls)
L'Edifici al carrer Sant Antoni, 78 és una obra eclèctica de Valls (Alt Camp) inclosa a l'Inventari del Patrimoni Arquitectònic de Catalunya.

## Descripció
Edifici entremitgeres que consta de planta baixa i quatre més d'alçada. Als baixos hi ha un esplèndid arc carpanell, que en el seu interior i en la part superior hi ha uns treballs realitzats amb ferro, en els quals podem llegir "J.O." i l'any 1888.
En la primera planta hi ha un balcó ampla i un altre és amb dos portes balconeres. A les plantes segona i tercera es prepeteix aquesta composició ; un balcó central, menys ampla que el de la planta primera, i un altre amb dues portes balconeres.
A la darrera planta, la quarta, hi ha set finestres separades per muntants com si fossin pilars. Cada finestra té arc de mig punt. La façana es remata amb una petita cornisa.

## Història
No es tenen notícies.